# Мебель

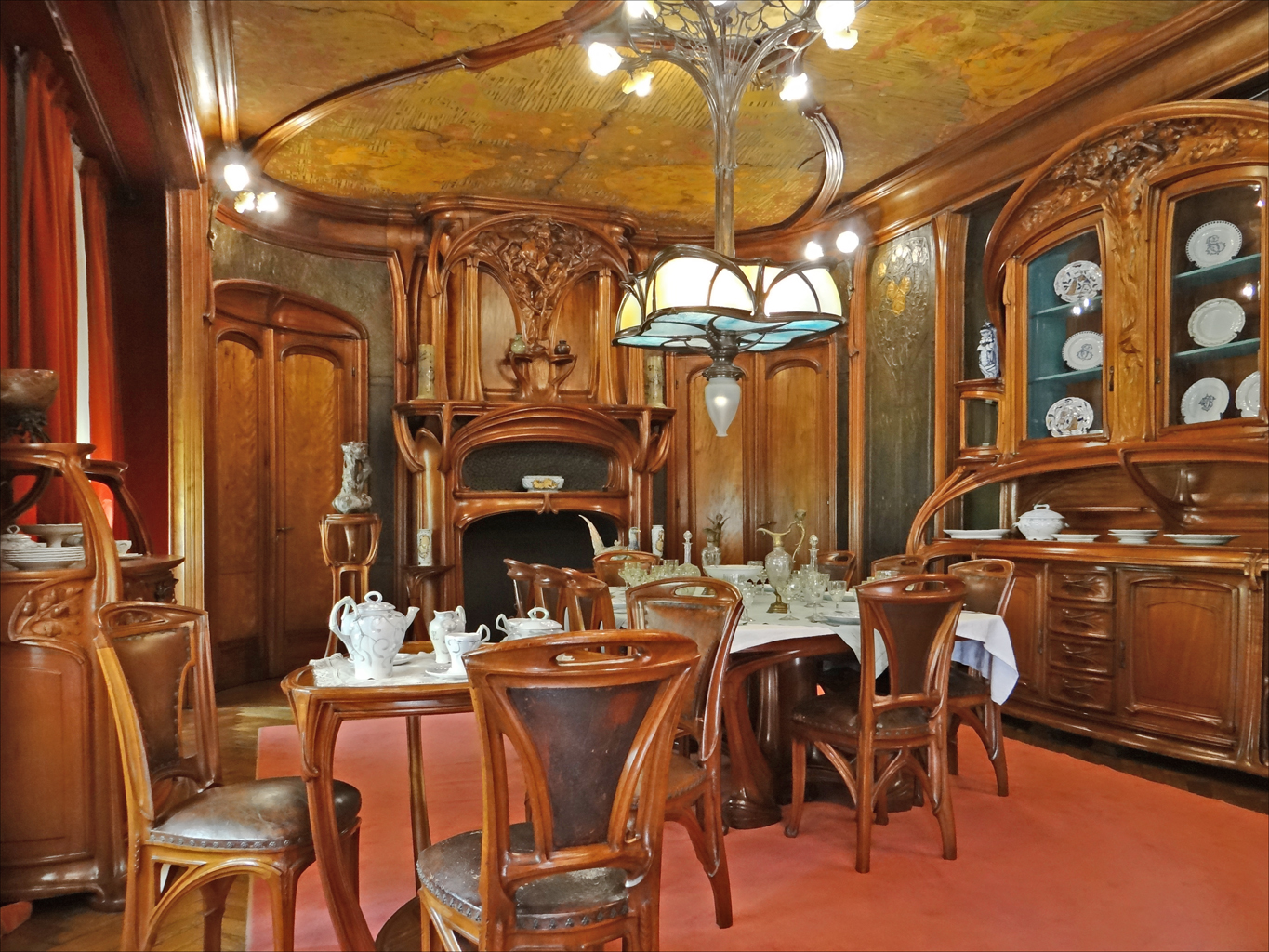
Комната с мебелью в стиле модерн от Эжена Валлена в Музее школы Нанси (Нанси, Франция)

Ме́бель (фр. meuble, от лат. mobile — движимый, подвижный) — совокупность передвижных или встроенных изделий для обстановки жилых и общественных помещений и различных зон пребывания человека.
Предназначается для сидения, лежания, приготовления пищи, выполнения письменных и других работ, разделения помещения на отдельные зоны. К мебели относятся столы, стулья и табуреты, комоды, кровати, кресла и диваны, шкафы различных типов и назначений, полки и некоторые другие виды. Мебель может функционировать как в виде отдельного предмета, так и в составе набора или гарнитура. Развитие мебели тесно связано национальными традициями быта и искусства в целом. В этом отношении история мебели является частью, или разновидностью, истории декоративно-прикладного искусства, а мебель XX—XXI веков составляет существенную часть истории промышленного и авторского дизайна.

## История
Появление мебели относится ко времени неолитической революции — перехода первобытных общин к оседлости. Мебель развивалась быстрее у тех племён, которые в силу климатических условий в большей мере нуждались в закрытых помещениях. Важнейшей предпосылкой для развития мебели служило также наличие доступного материала, обладающего необходимой прочностью, сравнительно небольшим весом, податливостью к обработке. Первоначально для мебели выбирались те куски материала, которые ближе всего подходили к требуемой форме изделия либо детали. С развитием технологий деревообработки, изменением социально-экономического строя и быта появлялись и развивались новые виды мебели.

### Древность
Первые свидетельства наличия мебели относятся ко временам фараонов и находкам из Акротири примерно 1500 год до н. э. Из Древнего Египта известна высокоразвитая столярно-мебельная мастерская. Находки столов, тронов и шезлонгов этого периода свидетельствуют о знании токарной обработки, облицовки, инкрустации и росписи. Самые известные древние предметы мебели происходят из гробницы Тутанхамона 14 века до нашей эры.
Древнегреческие дома были обставлены стульями, табуретами, столами, кроватями, сундуками, комодами и кушетками. Древние греки, так же как и древние египтяне, уже с 8 века до н. э. владели токарным ремеслом. Для токарных работ древние греки использовали простые механические токарные станки, которые можно было вращать ногами.
Древние римляне использовали, вероятно, самый известный предмет античной мебели: клинию — тип кровати, на которой люди ложились во время пиров и для обычных приемов пищи. Во времена Римской империи высший класс владел мебелью с серебряным и золотым покрытием, инкрустациями из черепахового панциря и ценным шпоном, таким как шпон из цитрусовых деревьев.

## Номенклатура мебельных изделий
Номенклатура мебельных изделий широка и разнообразна. Подразделяется по функциональным признакам (для чего мебель служит) на три основных группы:
- мебель для хранения (шкафы, комоды, этажерки, стеллажи и т. д.)
- мебель для сидения и лежания (кресла, стулья, табуреты, диваны, кровати, шезлонги, гамаки и т. д.), а также
- мебель для различных видов деятельности (столы, подиумы, пюпитры, подставки, стойки-барьеры, конторки, трюмо и т. д.).

Помимо трёх основных функциональных групп, есть многофункциональная мебель (например: сундук — для хранения и лежания, стол-скамья — для сидения и деятельности, кухонный шкаф-стол — для хранения и деятельности) и мебель прочего функционального назначения (экспонатно-выставочная, макетная, экспериментальная, коллекционно-антиквариатная и пр.).
Кроме того, мебель разделяется по эксплуатационным признакам (характеристикам), то есть по условиям использования мебели — где (в каких условиях) и кем (круг пользователей и их поло-возрастные характеристики) эта мебель используется. Мебель по эксплуатационному признаку делится на две основные группы:
- мебель бытовая (мебель индивидуального или семейного пользования, мебель с ограниченным кругом пользователей);
- мебель общественная (мебель для общественного пользования — мебель с неопределённым кругом пользователей)
  - Офисная мебель.

Помимо этих двух основных эксплуатационных групп, существует множество специальных эксплуатационных групп и подгрупп мебели. Например, общественная мебель может быть специализированной для использования в яслях (ясельная мебель), в детских дошкольных учреждениях (мебель для детских дошкольных учреждений), в школах (мебель для школ, школьная мебель) и т. д.: аптечная мебель, мебель для вокзалов, мебель для гостиниц и т. д. Домашняя (бытовая) мебель также может подразделяться на эксплуатационные подгруппы, в зависимости от эксплуатационных зон жилища (кухонная мебель, мебель для спальни, мебель для игровой комнаты, мебель для ванной комнаты и т. д.);
Также номенклатуру мебельных изделий можно подразделять в зависимости от:
- конструктивных признаков мебели: например, корпусная мебель, щитовая мебель, брусковая, рамочно-филёнчатая, плетёная мебель, сборно-разборная, модульная мебель, трансформируемая мебель, штабелируемая мебель, мягкая мебель (мебель имеющая мягкий элемент) и т. п.
- по (основному) материалу изготовления: деревянная мебель, пластмассовая мебель, мебель из металла (металлическая мебель), мебель из стекла, мебель из камня, мебель из текстильных материалов и т. д.
- по технологии изготовления: столярная (деревянная с применением столярных соединений), литая (из пластмасс, металлов), формованная (гнутоклеёная, прессованная) и т. д.

Номенклатуру мебели можно также разделять по архитектурно-стилистическим характеристикам (в зависимости от исторического стиля мебели: например, мебель стиля ампир, мебель стиля кантри и т. п.), а также по ценовым характеристикам (например: дешёвая, среднего ценового диапазона, дорогостоящая).
Мебель также делится по характеру (массовости) производства на: экспериментальную, единичную (индивидуальную), серийную и массовую. А по стадии жизненного цикла на: проектируемую, изготовляемую, обращаемую (хранящуюся, транспортируемую, устанавливаемую, демонтируемую), эксплуатируемую, обслуживаемую, ремонтируемую, утилизируемую.
Некоторые виды мебели
- Стол
- Журнальный стол
- Шкаф
- Тумба (мебель)
- Секретер
- Этажерка
- Сервант
- Трельяж
- Трюмо
- Буфет
- Комод
- Стул
- Ортопедический стул
- Табурет
- Кресло
- Диван
- Кровать
- Софа
- Канапе
- Кушетка
- Шезлонг
- Кресло-качалка
- Горка
- Вешалка
- Ширма
- Полка
- Кухонная мебель

## Галерея

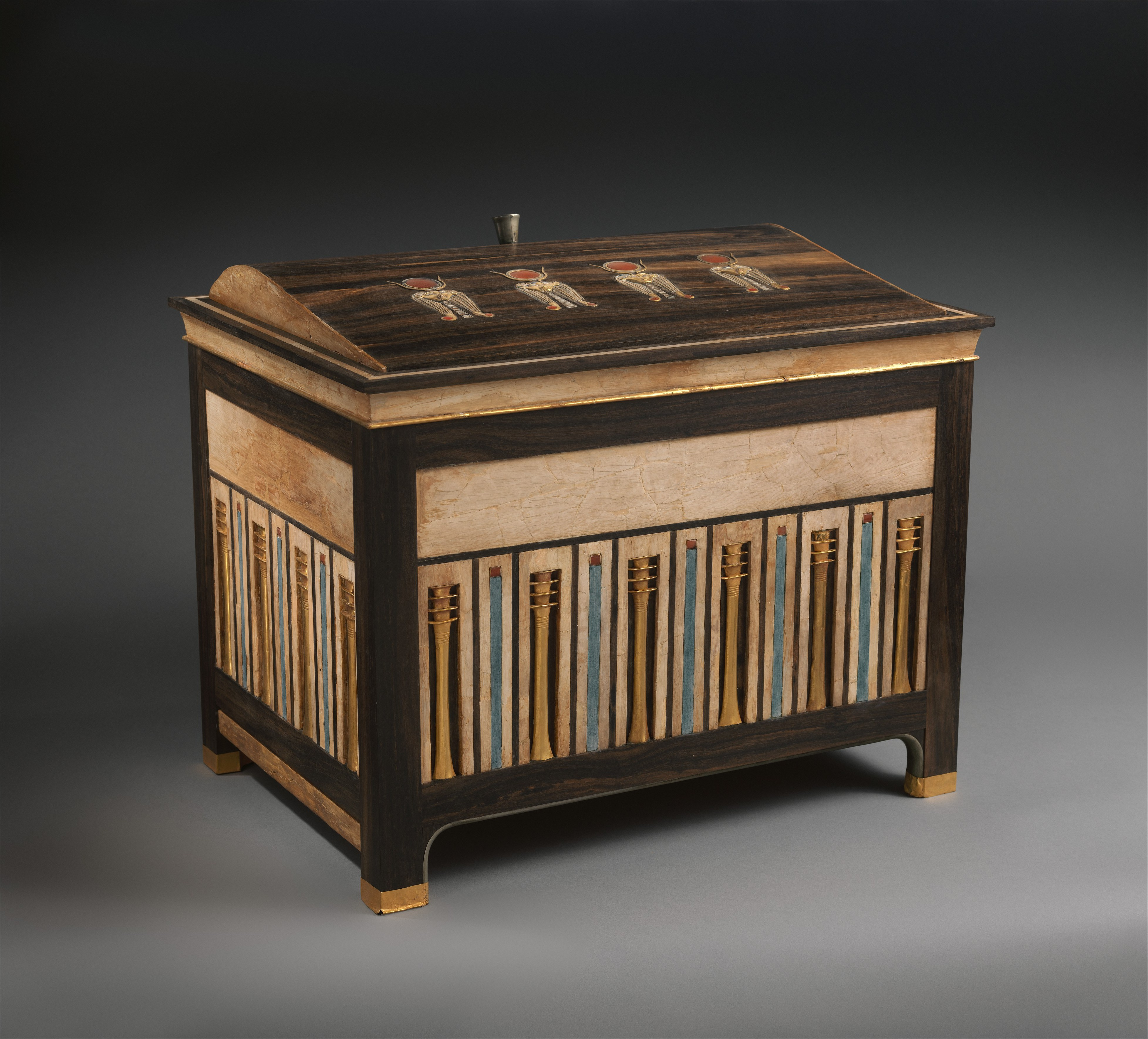
Сундук. Египет. Около 1887—1813 годов до н.э. Чёрное дерево, слоновая кость, золото, сердолик, голубой фаянс и серебро; высота: 36,7 см; Метрополитен-музей, Нью-Йорк
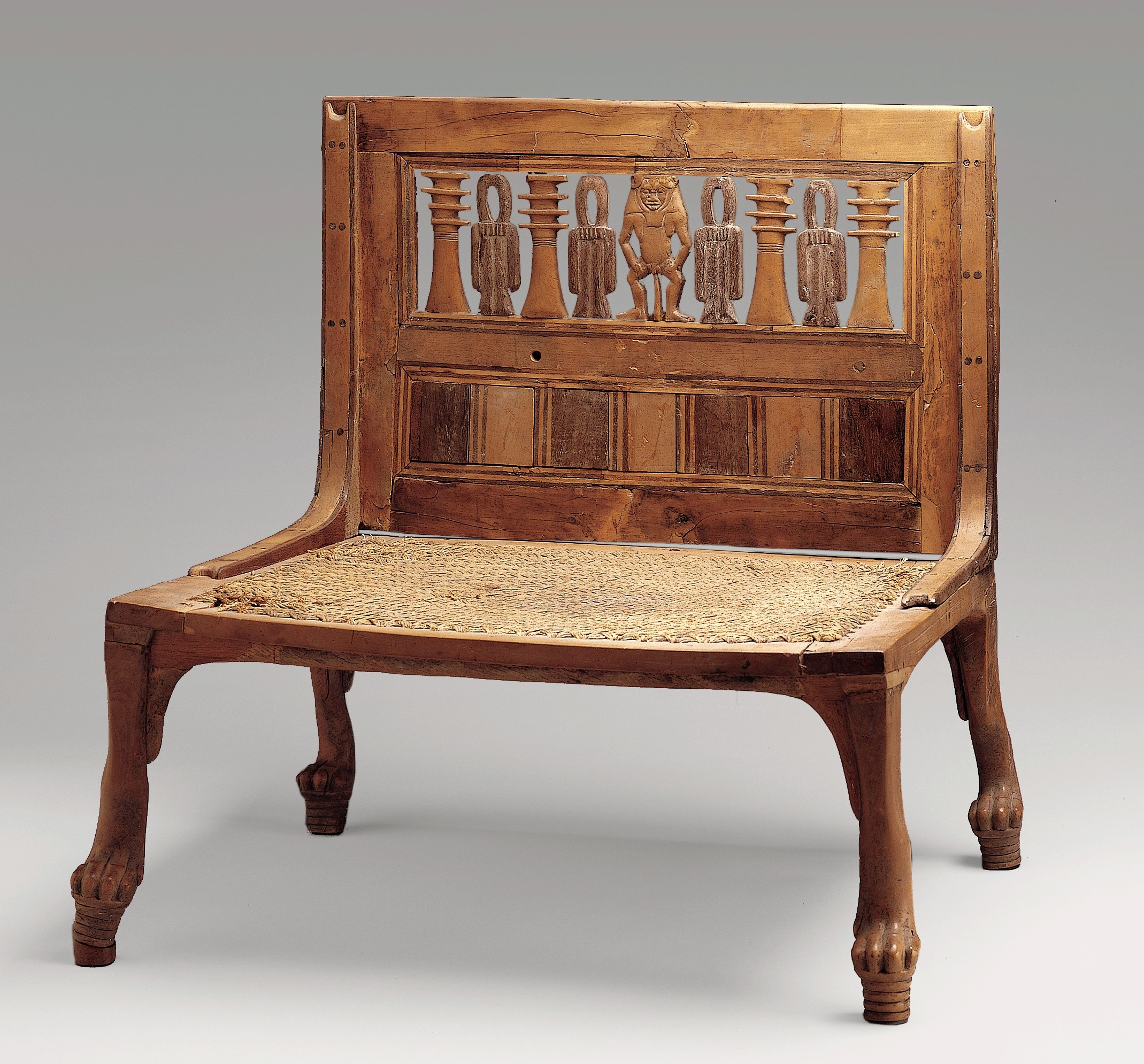
Египетский стул; около 1492—1473 годов до н.э.; самшит, кипарис, чёрное дерево и льняной шнур; высота: 53 см; Метрополитен-музей, Нью-Йорк
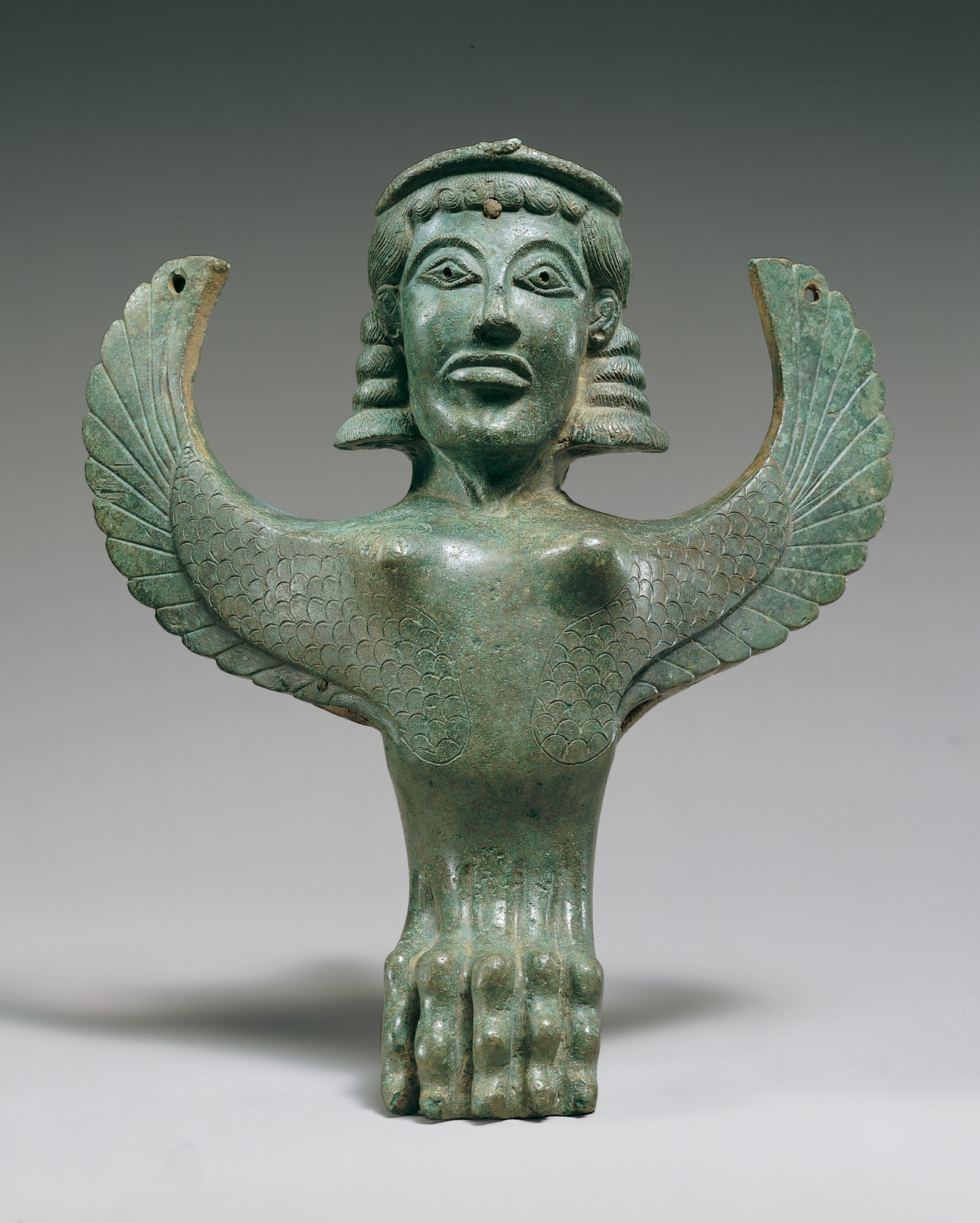
Часть трипода (подножие) в виде сфинкса. Крито-микенская культура. Около 600 года до н.э. Бронза. 27,6 х 20,3 х 16,5 см; Метрополитен-музей, Нью-Йорк
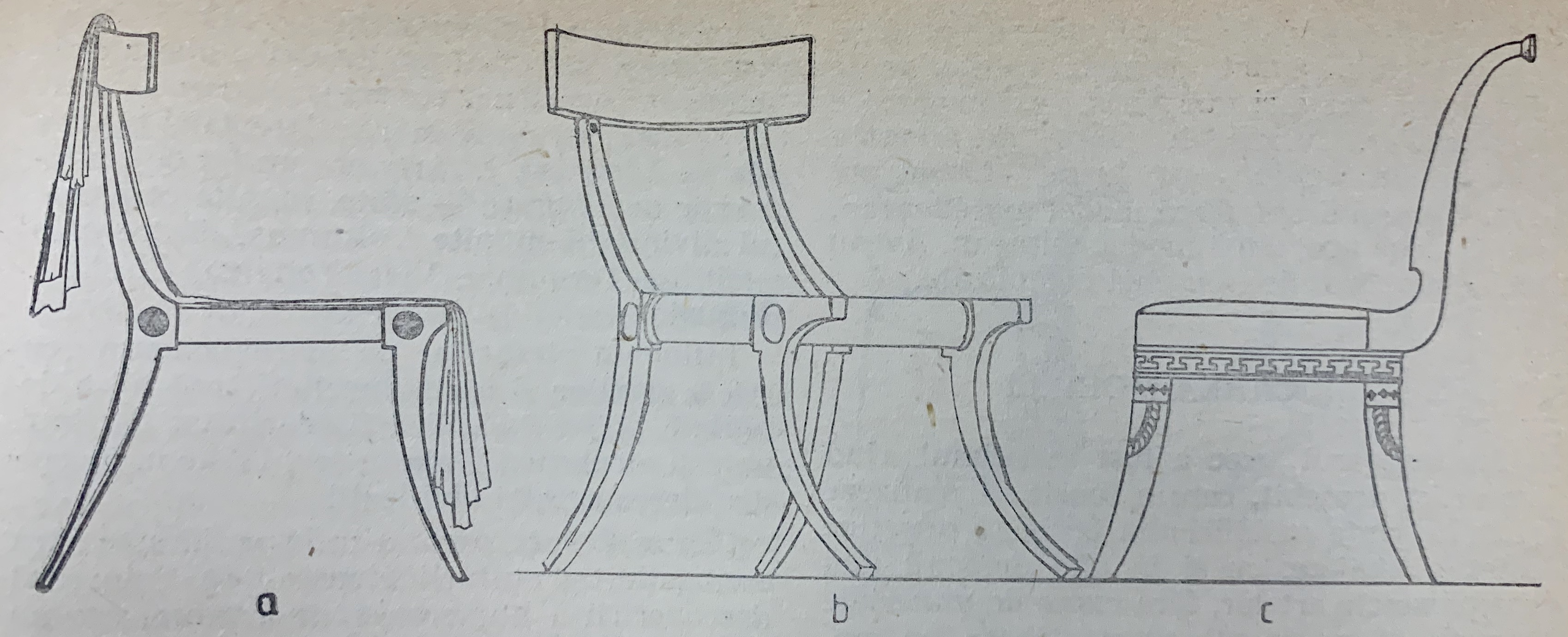
Древнегреческий клисмос (стул)
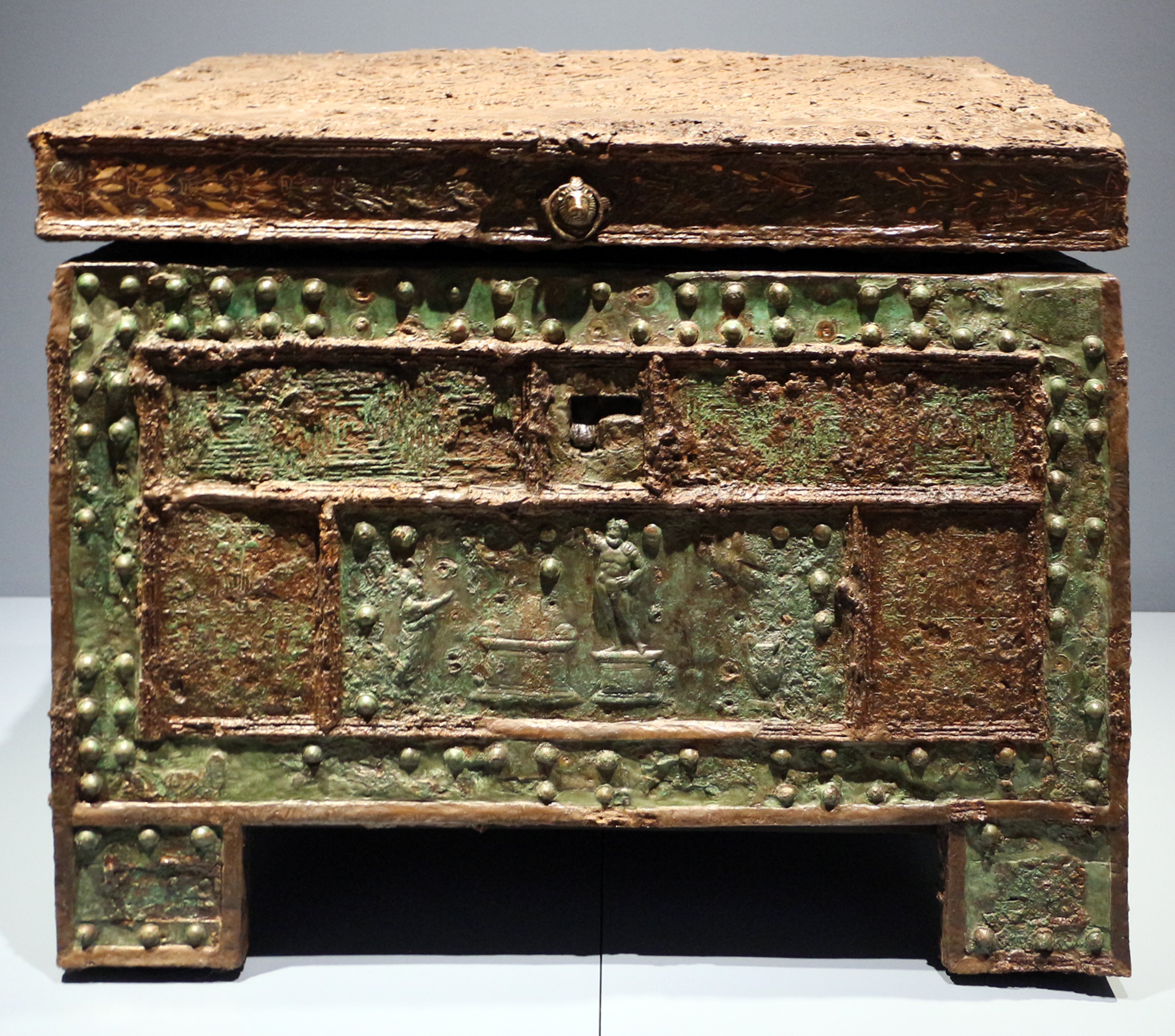
Древнеримский сундук из Помпей. I век н.э. Дерево, железо, бронза. Национальный археологический музей Неаполя, Неаполь
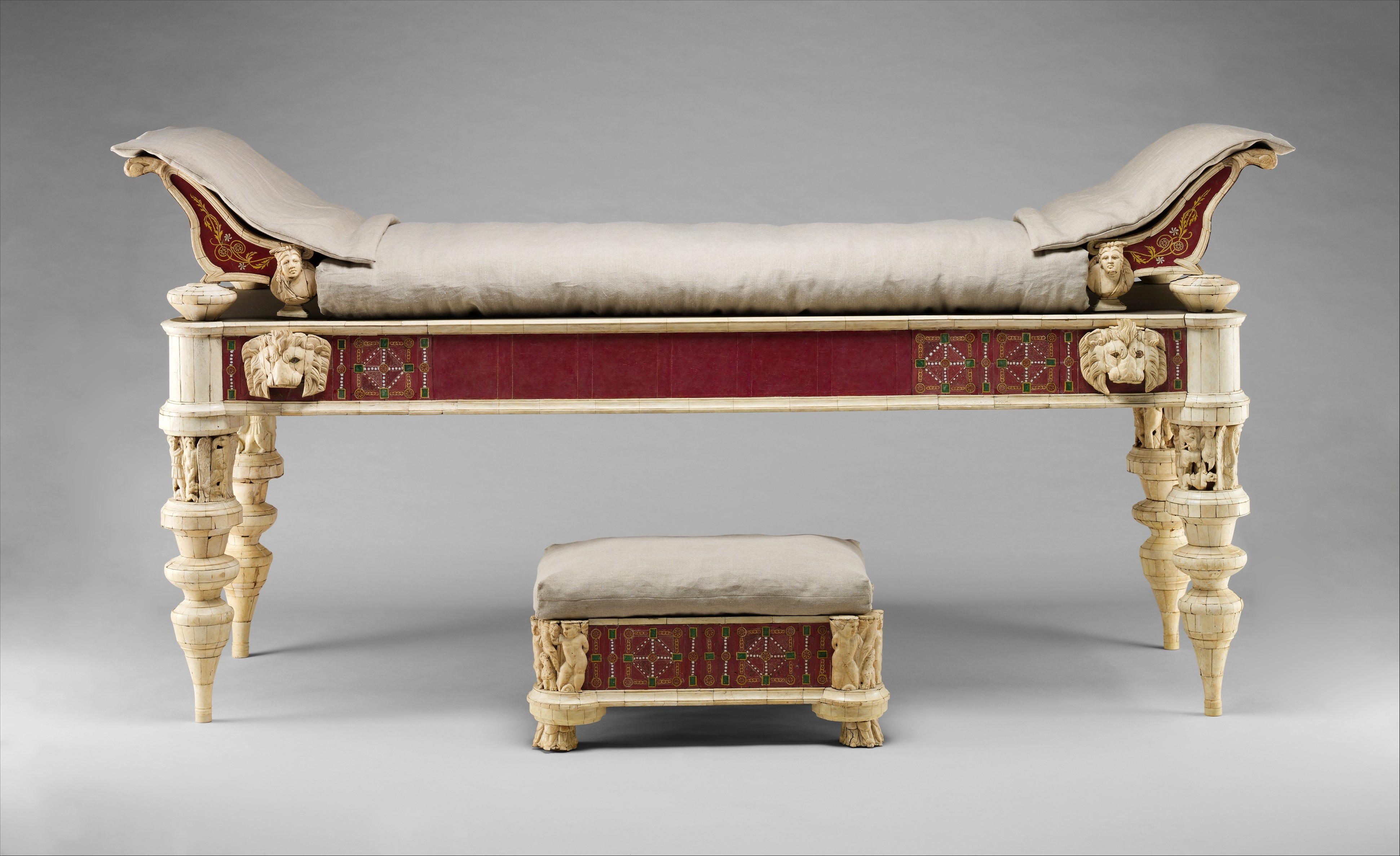
Клиния (клине). Древний Рим. I—II века н.э. Дерево, кость и стекло. 105,4 × 76,2 × 214,6 см; Метрополитен-музей, Нью-Йорк
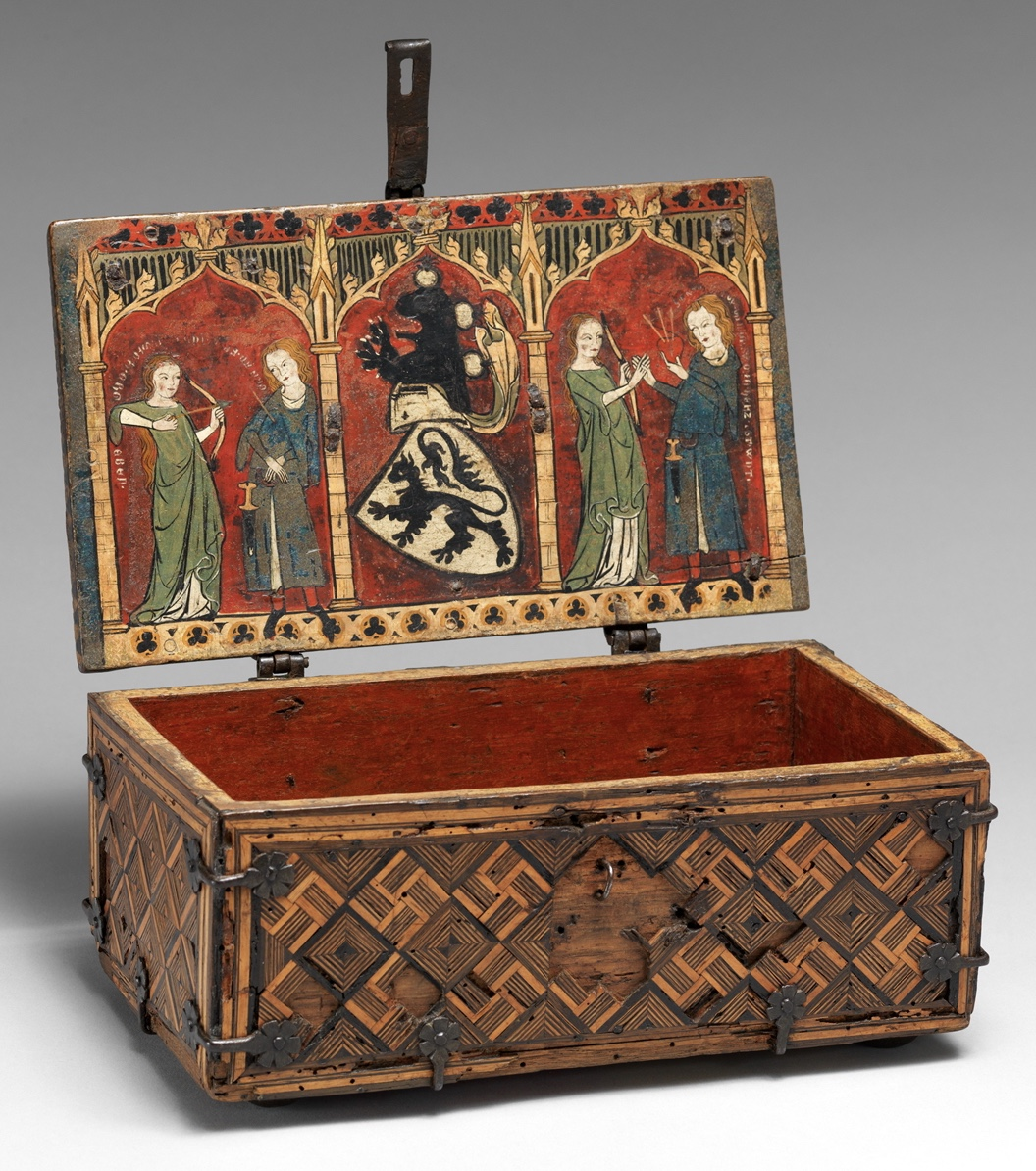
Готическая шкатулка; около 1325—1350 годов; дуб, инкрустация, темпера, кованые крепления; в целом: 12,1 х 27,3 х 16,5; Метрополитен-музей, Нью-Йорк
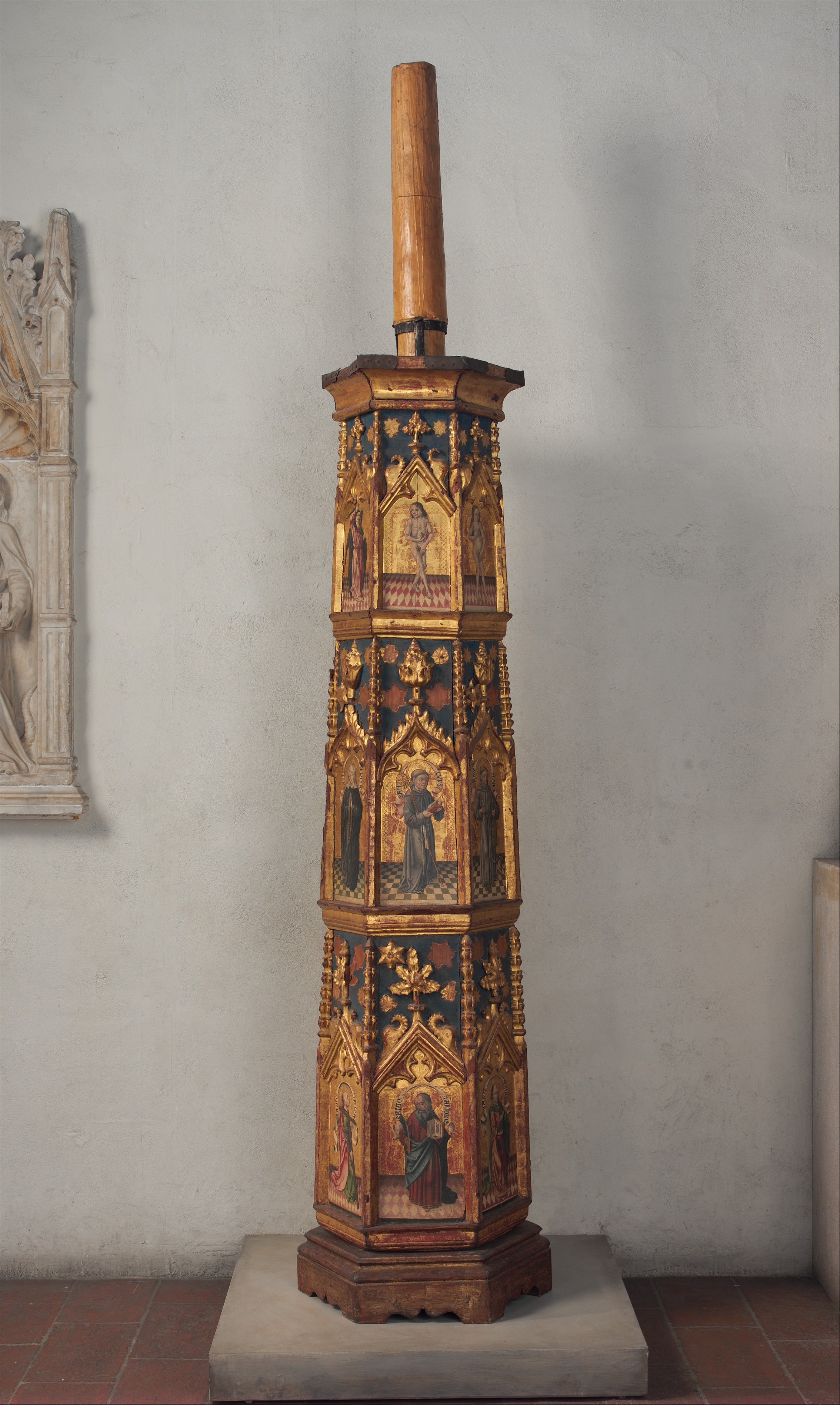
Готический подсвечник; около 1450—1500 годов; дерево с краской и позолотой; 195,6 × 43,8 см; Метрополитен-музей, Нью-Йорк
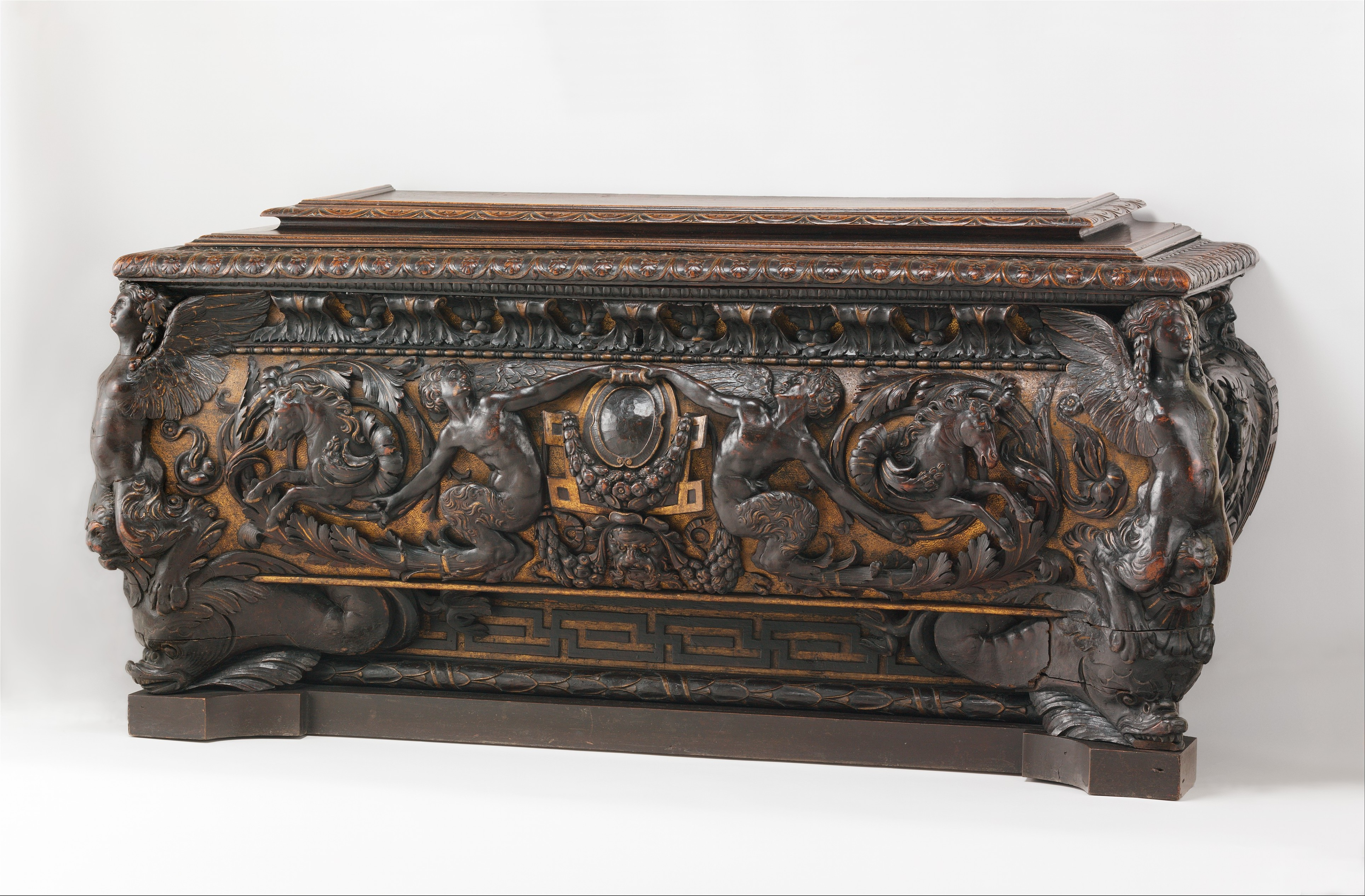
Кассоне (сундук). Около 1550—1560 годов. Италия. Дерево, резьба, золочение. 86,4 х 181,9 х 67,3 см. Метрополитен-музей, Нью-Йорк
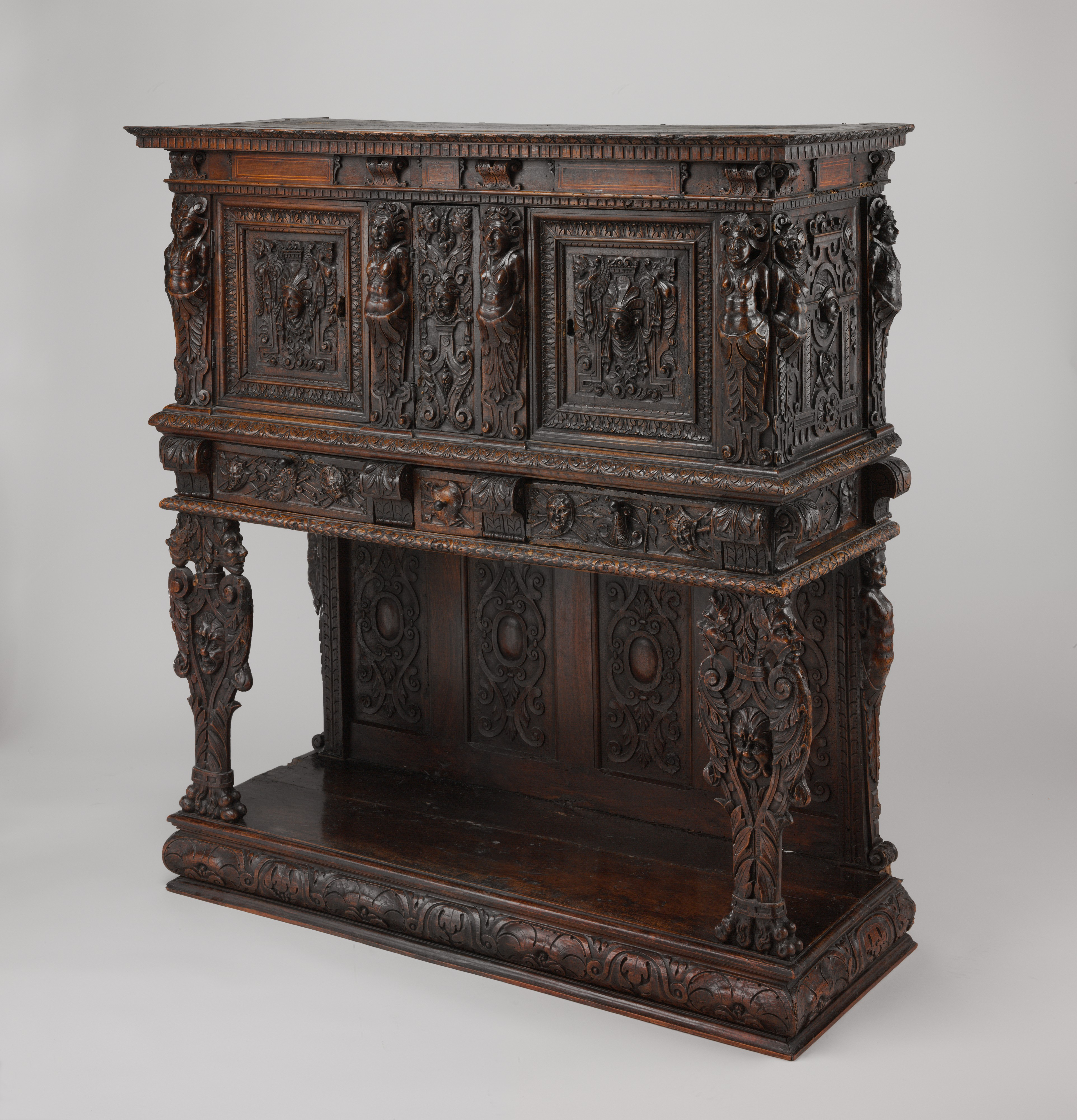
Дрессуар (посудный шкаф). Около 1570—1590 годов; резной орех с элементами интерьера из дуба, сосны и некоторых железных аксессуаров; высота: 144,8 см, ширина: 137,8 см, глубина: 50,8 см; Метрополитен-музей, Нью-Йорк
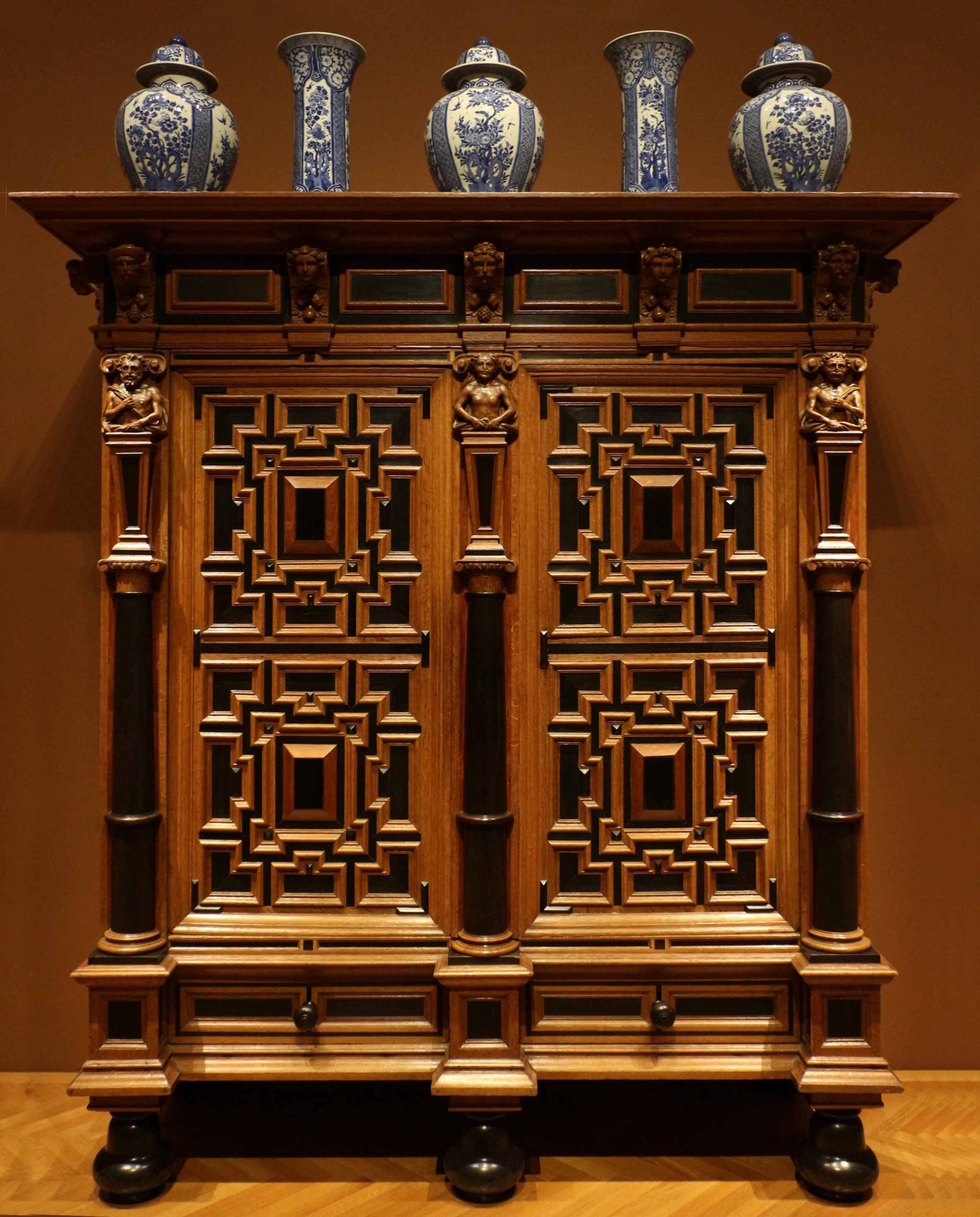
Барочный гардероб; около 1625—1650 годов; дуб со шпоном чёрного дерева и розового дерева; в целом: 244,5 х 224,3 х 85,2 см; Художественный музей Кливленда (Кливленд, США)
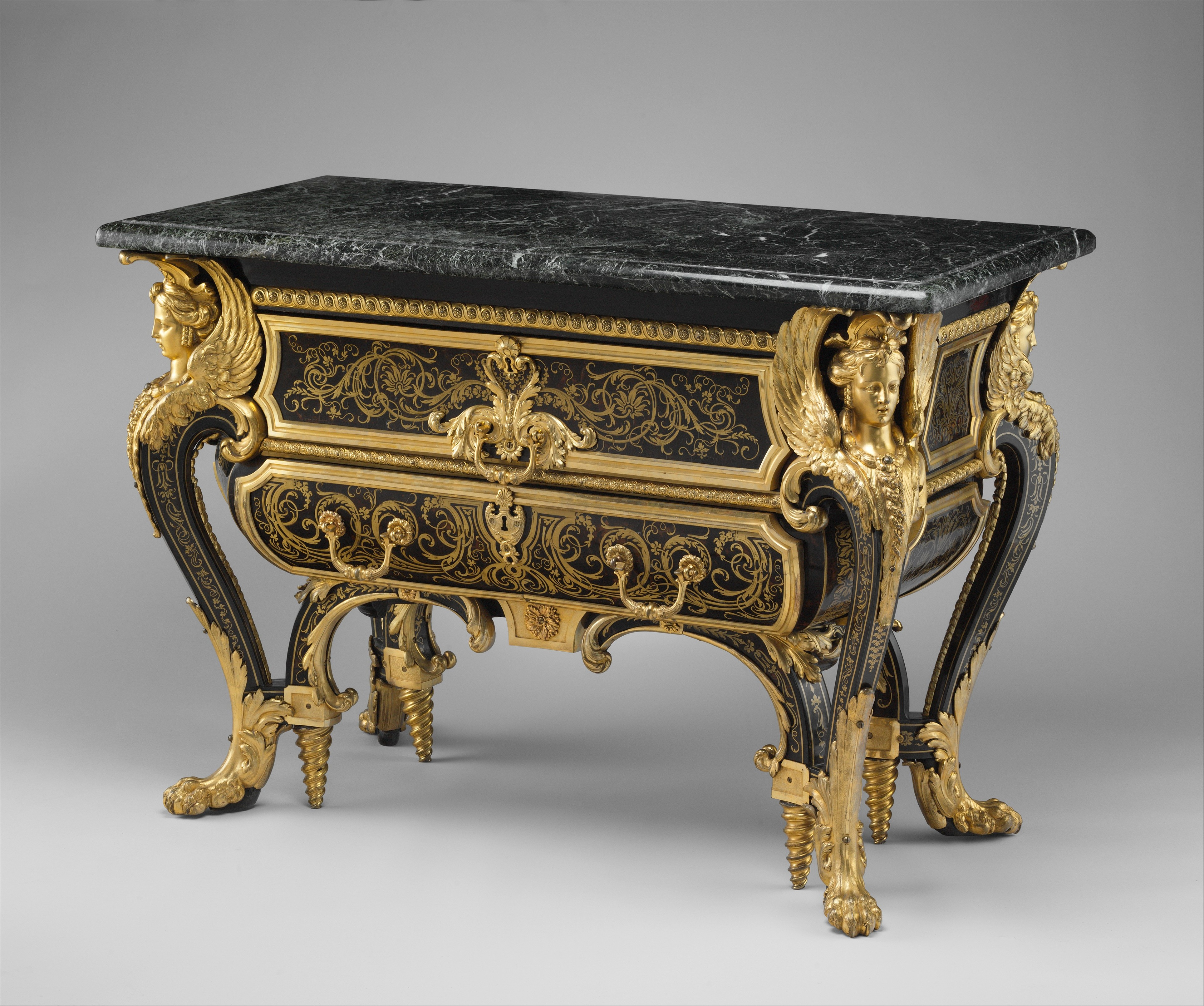
Барочный комод; около 1710—1720 годов; орех, облицованный чёрным деревом, маркетри из гравированной латуни и черепахового панциря, позолоченная бронза и мрамор; 87,6 × 128,3 × 62,9 см; Метрополитен-музей, Нью-Йорк
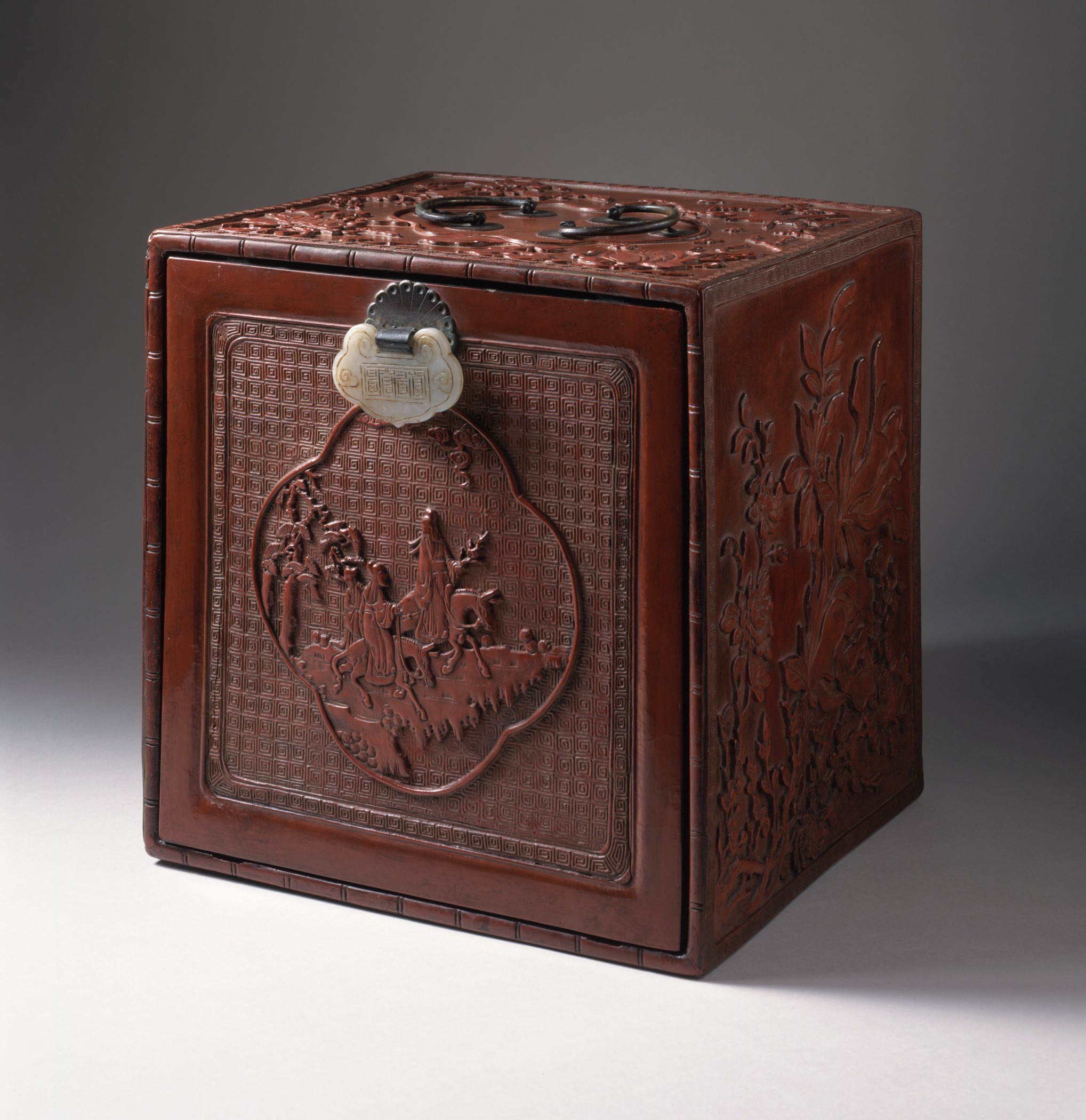
Японский сундук; около 1750—1800 годов; резной красный лак на деревянной основе с металлической фурнитурой и нефритовым замком; 30,64 х 30,16 х 12,7 см; Музей искусств округа Лос-Анджелес (США)
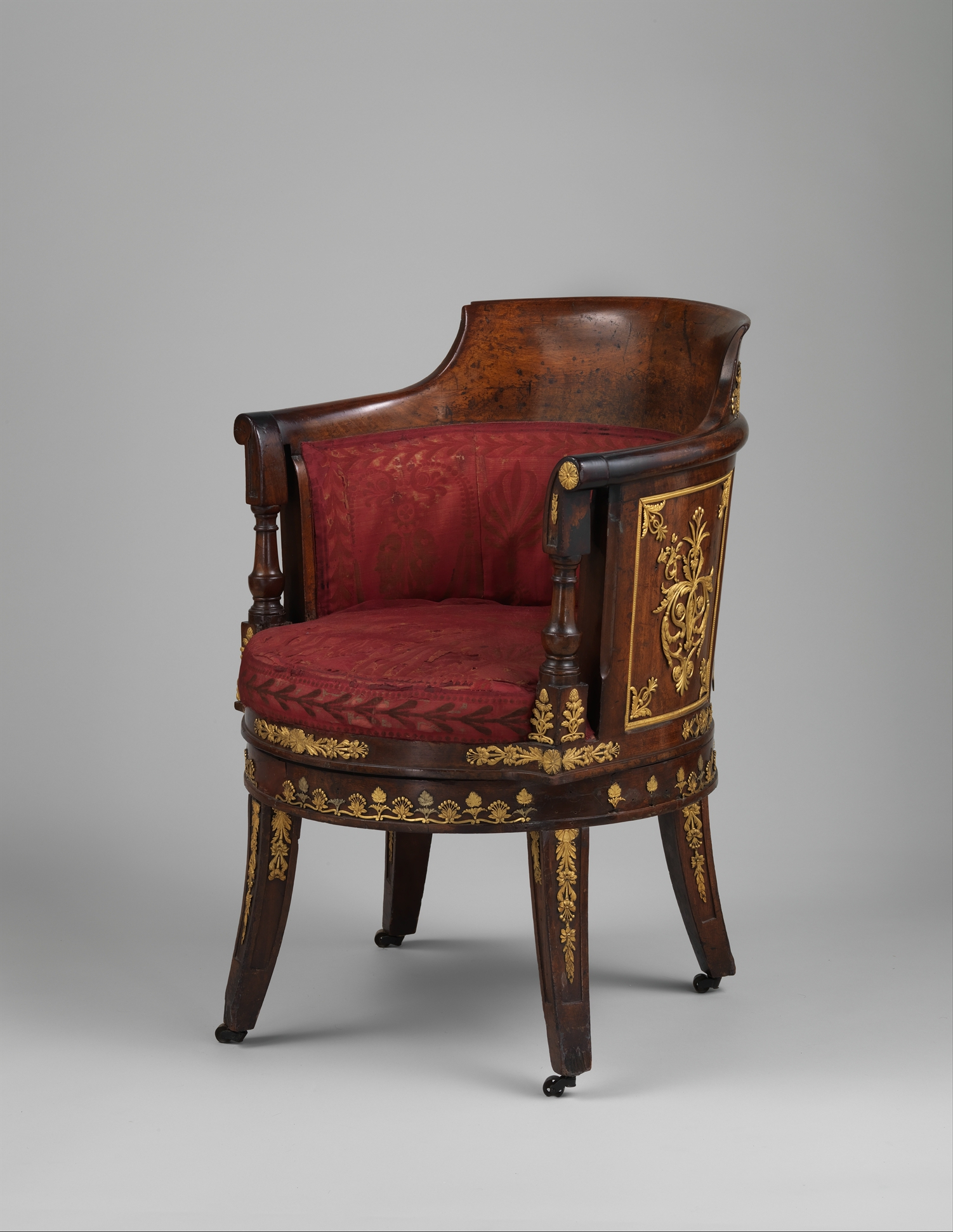
Неоклассическое (Ампир) письменное кресло; около 1805—1808 годов;  красное дерево, позолоченная бронза и атласно-бархатная обивка;  87,6 × 59,7 × 64,8 см; Метрополитен-музей, Нью-Йорк

## Изготовление
- Деревообработка
  - столяр
  - краснодеревщик

Используемые материалы

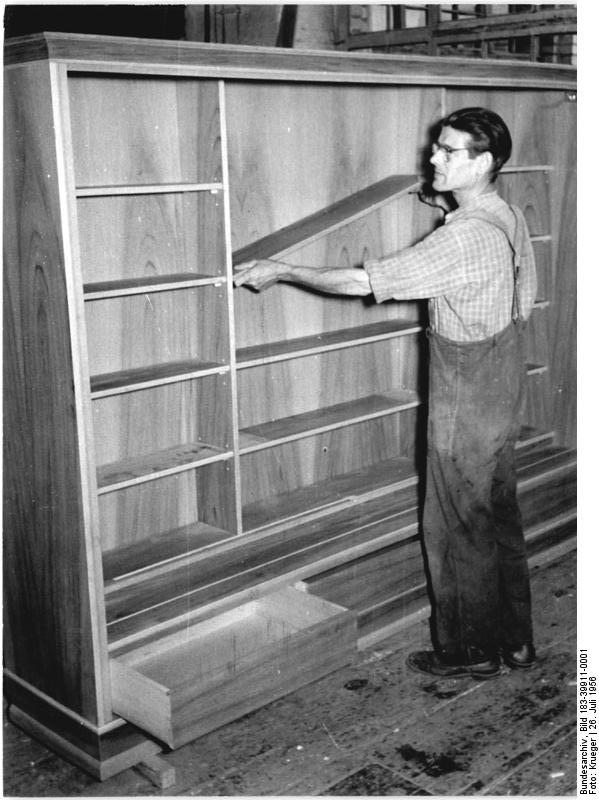
Сборка мебели

- Натуральное дерево (натуральная древесина — мебель из массива — самая экологически чистая мебель для здоровья человека): доска (цельный массив), мебельный щит, брусок (клеенный массив), фанера
- Плита ламинированная (ДСтП), ДСП/ЛДСП, ДВП, МДФ, тамбурат
- природный камень, искусственный камень
- металл
- пластик, ПВХ
- стекло, зеркало
- Обивочные материалы, холлофайбер

Известные дизайнеры мебели
- Токудзин Ёсиока
- Антонио Читтерио
- Пьер Полен
- Марк Ньюсон
- Геррит Ритвельд